# 463 Лола
463 Лола (463 Lola) — астероїд головного поясу, відкритий 31 жовтня 1900 року Максом Вольфом у Гейдельберзі.